# Gaspar da Gama
Gaspar da Gama (auch Gaspar da Índia genannt; * ca. 1460; † 1516 oder später) war ein jüdischer Kaufmann, der als Übersetzer (zeitgenössisch portugiesisch língua) an mehreren portugiesischen Indien-Fahrten beteiligt war. 
Seine Eltern waren polnische Juden, er selbst wurde in Alexandria geboren. Auf der in Höhe von Goa liegenden Insel Angediva begegnete Vasco da Gama im September 1498 einem polnischen Juden, der sich als Kapitän der feindlichen Schiffe des Adil Shahi herausstellte. Er wurde gefangen genommen und mit nach Portugal gebracht, wo er nach seiner Christianisierung den Namen Gaspar da Gama erhielt.
Der Pole hatte den Auftrag, zunächst die Absichten der Portugiesen zu erkunden, die portugiesische Flotte auszuspionieren und diese dann gegebenenfalls mit versteckt gehaltenen Schiffen anzugreifen. Der Plan wurde jedoch vereitelt und Gaspar von den Portugiesen gefangen genommen. Er trat danach, angesichts seiner vielfältigen Sprachkenntnisse, als Übersetzer in den Dienst der Portugiesen; bei Gaspars Konversion zum Christentum war Vasco da Gama selbst Taufpate. Gaspar war auch an den nachfolgenden Indien-Fahrten von Pedro Álvares Cabral (1500–1501), Vasco da Gama (1502–1503) und Francisco de Almeida (1505–1509) beteiligt.